# Пешков, Василий Петрович
Васи́лий Петро́вич Пе́шков (1913, Благовещенск — 16 октября 1980 года, Москва) — советский физик-экспериментатор, дважды лауреат Сталинской премии (1947, 1953).

## Биография
Сын учителя. После школы пять лет работал электромонтёром в Благовещенске и (с 1932 г.) в Москве.
Окончил МГУ (1940) и аспирантуру там же (научный руководитель П. Л. Капица). Тема кандидатской диссертации (защищена в 1944) — «Кристаллизация растворов».
В 1940—1949 и с 1955 работал в ИФП (Институт физических проблем), в 1947—1949 и 1955—1961 зам. директора. В 1949—1952 учёный секретарь Президиума АН, в 1952—1955 зам. начальника отдела НИИ № 9. Одновременно в 1941—1943 и. о. учёного секретаря ОФМН.
Доктор физико-математических наук (1946). Профессор МЭИ (1947—1950), МГУ (1955—1958), зав. кафедрой физики МФТИ (1958—1961).
- 1967—1972 — заведующий кафедрой физики Московского химико-технологического института им. Д. И. Менделеева[1].

Вёл научные исследования в области физики колебаний, физики низких температур, кристаллизации, явления сверхтекучести, разделения и очистки изотопов.

## Награды
- Сталинская премия (дважды) (1947 — за открытие второго звука в сверхтекучем гелии, и 1953 — за разработку новых технических проблем).